# El regreso de la espía
El regreso de la espía (título original: In from the Cold) es una serie estadounidense de acción de 8 episodios creada por Adam Glass y protagonizada por Margarita Levieva y Stasya Miloslavskaya.

## Argumento
Jenny Franklin es una madre y exesposa. Sin embargo, 20 años antes era una muy temida espía del KGB que estuvo activa en Nueva York. Era conocida como El Susurro, que nadie pudo identificar y que más tarde, al derrumbarse la Unión Soviética, huyó de Rusia para vivir en los Estados Unidos cuando se derrumbó el sistema de inteligencia en Rusia. 
Un día ella es destapada misteriosamente por la CIA cuando acompañó a su hija Becca a Madrid para que ella pudiera participar en una competición internacional de patinaje artístico sobre hielo. Desde entonces debe trabajar para la CIA que necesita su ayuda y sus habilidades únicas de transformación de aspecto para resolver unos acontecimientos muy misteriosos en Madrid que son parecidos a su forma de actuar a cambio de no ser encerrada por lo que hizo. 
Por ello tendrá que volver a ser la de antes y transformarse correspondientemente para intentar vencer a un insidioso enemigo, enfrentarse a su pasado, resolver cómo la encontró la CIA y al mismo tiempo poder cuidar de su hija sin que se entere.

## Reparto
- Margarita Levieva - Jenny Franklin/ Anya Petrova/ El Susurro
- Stasya Miloslavskaya - Joven Anya Petrova
- Cillian O'Sullivan - Chauncey Lew
- Lydia Fleming - Becca Franklin
- Charles Brice - Chris Clarke
- Alyona Khmelnitskaya - Svetlana Petrova
- Pablo Capuz - Diego Santos[1]
- Alexandra Prokhorova - Gaia Morozova[2]

## Producción
La serie se ha rodado íntegramente en Madrid. Para filmarla, en plena pandemia, se cerró el Hotel Hyatt de la Gran Vía, donde vivía el equipo y se grabaron gran parte de las escenas en sus interiores.

## Recepción
La serie se colocó como lo segunda más vista en Netflix en todo el mundo nada más estrenarse.